# Patricio Rivas
Patricio Rivas foi um advogado e presidente da Nicarágua de 1855 a 1857.